# Biurokrata
Biurokrata – urzędnik załatwiający sprawy biurokratycznie, tj. sztywno trzymający się przepisów i bezdusznie traktujący ludzkie sprawy.